# 食人大統領アミン
『食人大統領アミン』（しょくじんだいとうりょうアミン、原題：Rise and Fall of Idi Amin）は、1981年のケニア・イギリス合作映画。

## 概要
ウガンダの独裁者であった大統領イディ・アミンを描いた映画。本編では伝記映画的部分も描かれていたが、日本での劇場公開時には『アフリカ残酷物語・食人大統領アミン』の邦題で公開され、政敵の生首を冷蔵庫で保存するなどのショッキングな部分だけをクローズ・アップされるなど、折しも『食人族』ブームであったがために同類のゲテモノホラーとして見られがちであった。

## スタッフ・キャスト
- 製作・監督：シャラッド・パテル
- 製作：クリストファー・サットン
- 脚本：ウェイド・ヒューイ
- 撮影：ハーヴェイ・ハリソン
- 音楽：クリストファー・ガニング

### 出演者
- ジョセフ・オリタ
- ジェフリー・キーン
- デニス・ヒルズ
- レナード・トロレー
- ダイアン・メルシエ